# 竹林黄芩
竹林黄芩（学名：Scutellaria bambusetorum）为唇形科黄芩属下的一个种。

## 扩展阅读
- 維基物種上的相關：竹林黄芩